# クリス・ジメネス
クリストファー・ポール・ジメネス（Christopher Paul Gimenez, 1982年12月27日 - ）は、アメリカ合衆国カリフォルニア州サンタクララ郡ギルロイ出身の元プロ野球選手（捕手、一塁手）、野球指導者。右投右打。
愛称はG。

## 経歴

### プロ入り前
2001年のMLBドラフト34巡目（全体1024位）でコロラド・ロッキーズから指名されたが、ネバダ大学リノ校へ進学した。

### プロ入りとインディアンス時代
2004年のMLBドラフト19巡目（全体557位）でクリーブランド・インディアンスから指名され、6月21日に契約。この年は傘下のA-級マホーニングバレー・スクラッパーズでプロデビュー。71試合に出場して打率.300、10本塁打、38打点、2盗塁を記録した。
2005年はA級レイクカウンティ・キャプテンズでプレーし、112試合に出場して打率.234、13本塁打、66打点、4盗塁を記録した。
2006年はA級レイクカウンティでプレーし、91試合に出場して打率.255、11本塁打、40打点、6盗塁を記録した。
2007年はA+級キンストン・インディアンスとAA級アクロン・エアロズでプレー。A+級キンストンでは83試合に出場して打率.283、20本塁打、54打点、3盗塁を記録した。
2008年はAA級アクロンでプレーし、55試合に出場して打率.339、6本塁打、26打点を記録した。6月にAAA級バッファロー・バイソンズへ昇格。54試合に出場して打率.272、3本塁打、19打点、2盗塁を記録した。オフの11月20日にインディアンスとメジャー契約を結び、40人枠入りを果たした。
2009年3月10日にインディアンスと1年契約に合意し、3月28日にAAA級コロンバス・クリッパーズへ異動した。AAA級コロンバスでは39試合に出場して打率.235、9本塁打、32打点、1盗塁を記録した。5月31日にメジャーへ初昇格し、6月3日のミネソタ・ツインズ戦でメジャーデビュー。9回裏から一塁の守備に就き、打席には立たなかった。翌4日の同カードでは「7番・一塁手」で先発起用され、3打席目の7回表にスコット・ベイカーからメジャー初安打となるソロ本塁打を放った。8回裏から捕手の守備に就き、初マスクをかぶった。この年メジャーでは45試合に出場して打率.144、3本塁打、7打点、1盗塁を記録した。
2010年2月24日に40人枠を外れ、AAA級コロンバスへ降格した。開幕後はAAA級コロンバスで55試合に出場して打率.276、9本塁打、32打点、1盗塁を記録した。7月10日にインディアンスとメジャー契約を結んだ。この年メジャーでは28試合に出場して打率.190、1本塁打、8打点を記録した。オフの10月29日に40人枠から外れ、AAA級コロンバスへ降格した。11月2日にFAとなった。

### マリナーズ時代
2010年12月14日にシアトル・マリナーズとマイナー契約を結んだ。
2011年は傘下のAAA級タコマ・レイニアーズで開幕を迎え、4月8日にマリナーズとメジャー契約を結んだ。昇格後はミゲル・オリーボのバックアップとして出場していたが、6月29日に斜筋の故障で15日間の故障者リスト入りした。[p7月3日に60日間の故障者リストへ異動し、9月1日に故障者リストから外れた。昇格後は8試合に出場した。この年は24試合に出場して打率.203、1本塁打、6打点を記録した。オフの12月13日にノンテンダーFAとなったが、翌14日にマリナーズと1年契約で再契約した。
2012年2月6日にDFAとなり、14日にFAとなった。

### レイズ時代
2012年2月16日にタンパベイ・レイズとマイナー契約を結んだ。傘下のAAA級ダーラム・ブルズで開幕を迎え、4月14日にレイズとメジャー契約を結んだ。ホセ・モリーナに次ぐ2番手捕手として起用されていたが、24試合の出場で打率が.191と落ち込み、5月28日にAAA級ダーラムへ降格した。登録枠が拡大した9月1日にメジャーへ昇格した。昇格後はモリーナ、ホセ・ロバトンと交代で先発起用され、18試合に出場した。この年は42試合に出場して打率.260、1本塁打、9打点を記録した。
2013年3月25日にAAA級ダーラムへ異動し、そのまま開幕を迎えた。AAA級ダーラムでは95試合に出場して打率.224、3本塁打、22打点、1盗塁を記録した。9月1日にメジャーへ昇格。昇格後は4試合に出場して打率.333だった。

### レンジャーズ時代
2013年12月20日にウェイバー公示を経てオークランド・アスレチックスへ移籍した。
2014年3月28日にウェイバー公示を経てテキサス・レンジャーズへ移籍したが、4月5日にFAとなった。その後、4月9日にレンジャーズとマイナー契約で再契約した。開幕後は傘下のAAA級ラウンドロック・エクスプレスでプレーし、31試合に出場して打率.259、4本塁打、16打点を記録した。5月20日にレンジャーズとメジャー契約を結んだ。昇格後は34試合に出場して打率.262、11打点と結果を残せず、8月7日にDFAとなった。

### インディアンス復帰
2014年8月23日に古巣・インディアンスへ移籍した。

### レンジャーズ復帰
2014年11月21日にシーズン途中まで所属していたレンジャーズとマイナー契約を結んだ。
2015年はAAA級ラウンドロックで開幕を迎え、7月31日にレンジャーズとメジャー契約を結んだ。契約後はコンスタントに出場機会を得て、36試合に出場した。打率.255、5本塁打、14打点、2盗塁・OPS0.820と好調を維持し、特に長打をハイペースで生産した。他方、守備成績はまずく、全36試合でマスクを被って3失策・守備率.988・DRS - 4・盗塁阻止率10%という内容に終わった。
2016年5月3日にDFAとなった。

### 2度目のインディアンス復帰
2016年5月4日に金銭トレードでインディアンスへ移籍し、翌5日のデトロイト・タイガース戦に出場した。この年は、正捕手のヤン・ゴームズがフル出場しなかったこともあり、自己最多の68試合に出場。バッティング面では、打率.216、4本塁打、11打点、OPS0.602という成績を記録。捕手としての守備は、59試合で3失策、守備率.992、DRS -4という成績で、イマイチだった。また、2試合で投手としてもマウンドに登り、3.0イニングを4安打4失点という投球内容だった。11月18日に40人枠から外れる形でAAA級コロンバス・クリッパーズへ配属された後、21日にFAとなった。

### ツインズ時代
2017年1月12日にツインズとマイナー契約を結び、スプリングトレーニングに招待選手として参加することになった。開幕はメジャーの25人枠で迎えることとなった。この年は74試合に出場して打率.220、7本塁打、16打点、1盗塁を記録した。オフの11月6日にFAとなった。

### カブス時代
2018年1月22日にシカゴ・カブスとマイナー契約を結び、同年のスプリングトレーニングに招待選手として参加することになった。
シーズンでは開幕を傘下のAAA級アイオワ・カブスで迎え、5月26日にメジャー契約を結んでアクティブ・ロースター入りした。7月4日にDFAとなり、6日にマイナー契約でAAA級アイオワへ配属された。

### ツインズ復帰
2018年8月30日にボビー・ウィルソンとのトレードで、後日発表選手または金銭と共にツインズへ移籍した。9月1日にメジャー契約を結んでアクティブ・ロースター入りした。
オフの10月29日にFAとなり、11月28日に現役引退を表明した。

### 引退後
2019年シーズンにはロサンゼルス・ドジャースの作戦コーチを務めるも、1年で退任した。

## 詳細情報

### 年度別打撃成績
| 年 度    | 球 団    | 試 合 | 打 席 | 打 数 | 得 点 | 安 打 | 二 塁 打 | 三 塁 打 | 本 塁 打 | 塁 打 | 打 点 | 盗 塁 | 盗 塁 死 | 犠 打 | 犠 飛 | 四 球 | 敬 遠 | 死 球 | 三 振 | 併 殺 打 | 打 率 | 出 塁 率 | 長 打 率 | O P S |
| -------- | -------- | ----- | ----- | ----- | ----- | ----- | -------- | -------- | -------- | ----- | ----- | ----- | -------- | ----- | ----- | ----- | ----- | ----- | ----- | -------- | ----- | -------- | -------- | ----- |
| 2009     | CLE      | 45    | 130   | 111   | 12    | 16    | 2        | 0        | 3        | 27    | 7     | 1     | 1        | 1     | 1     | 17    | 0     | 0     | 36    | 3        | .144  | .256     | .243     | .499  |
| 2010     | CLE      | 28    | 67    | 58    | 6     | 11    | 5        | 0        | 1        | 19    | 8     | 0     | 0        | 1     | 0     | 8     | 0     | 0     | 22    | 1        | .190  | .288     | .328     | .615  |
| 2011     | SEA      | 24    | 70    | 59    | 6     | 12    | 1        | 0        | 1        | 16    | 6     | 0     | 1        | 0     | 1     | 10    | 0     | 0     | 13    | 1        | .203  | .314     | .271     | .585  |
| 2012     | TB       | 42    | 109   | 100   | 10    | 26    | 4        | 0        | 1        | 33    | 9     | 0     | 0        | 1     | 0     | 8     | 0     | 0     | 24    | 4        | .260  | .315     | .330     | .645  |
| 2013     | TB       | 4     | 4     | 3     | 0     | 1     | 1        | 0        | 0        | 2     | 0     | 0     | 0        | 0     | 0     | 1     | 0     | 0     | 1     | 1        | .333  | .500     | .667     | 1.167 |
| 2014     | TEX      | 33    | 118   | 107   | 13    | 28    | 10       | 0        | 0        | 38    | 11    | 0     | 1        | 0     | 0     | 11    | 1     | 0     | 26    | 3        | .262  | .331     | .355     | .686  |
| 2014     | CLE      | 8     | 10    | 9     | 0     | 0     | 0        | 0        | 0        | 0     | 0     | 0     | 0        | 0     | 0     | 1     | 0     | 0     | 3     | 0        | .000  | .100     | .000     | .100  |
| '14計    | CLE      | 41    | 128   | 116   | 13    | 28    | 10       | 0        | 0        | 38    | 11    | 0     | 1        | 0     | 0     | 12    | 1     | 0     | 29    | 3        | .241  | .313     | .328     | .640  |
| 2015     | TEX      | 36    | 113   | 98    | 19    | 25    | 6        | 1        | 5        | 48    | 14    | 2     | 0        | 4     | 0     | 10    | 0     | 1     | 19    | 2        | .255  | .330     | .490     | .820  |
| 2016     | CLE      | 67    | 155   | 139   | 17    | 30    | 4        | 0        | 4        | 46    | 11    | 0     | 0        | 4     | 1     | 10    | 0     | 1     | 41    | 8        | .216  | .272     | .331     | .602  |
| 2017     | MIN      | 74    | 225   | 186   | 28    | 41    | 9        | 0        | 7        | 71    | 16    | 1     | 0        | 2     | 0     | 33    | 0     | 4     | 60    | 3        | .220  | .350     | .382     | .731  |
| 2018     | CHC      | 12    | 32    | 28    | 1     | 4     | 0        | 0        | 0        | 4     | 1     | 1     | 0        | 0     | 1     | 3     | 0     | 0     | 7     | 1        | .143  | .219     | .143     | .362  |
| 2018     | MIN      | 13    | 34    | 29    | 6     | 8     | 1        | 0        | 2        | 15    | 6     | 0     | 0        | 0     | 1     | 3     | 0     | 1     | 9     | 1        | .276  | .353     | .517     | .870  |
| '18計    | MIN      | 25    | 66    | 57    | 7     | 12    | 1        | 0        | 2        | 19    | 7     | 1     | 0        | 0     | 2     | 6     | 0     | 1     | 16    | 2        | .211  | .288     | .333     | .621  |
| MLB：8年 | MLB：8年 | 386   | 1067  | 927   | 118   | 202   | 43       | 1        | 24       | 319   | 89    | 5     | 3        | 13    | 5     | 115   | 1     | 7     | 261   | 28       | .218  | .307     | .344     | .652  |

### 年度別投手成績
| 年 度    | 球 団    | 登 板 | 先 発 | 完 投 | 完 封 | 無 四 球 | 勝 利 | 敗 戦 | セ 丨 ブ | ホ 丨 ル ド | 勝 率 | 打 者 | 投 球 回 | 被 安 打 | 被 本 塁 打 | 与 四 球 | 敬 遠 | 与 死 球 | 奪 三 振 | 暴 投 | ボ 丨 ク | 失 点 | 自 責 点 | 防 御 率 | W H I P |
| -------- | -------- | ----- | ----- | ----- | ----- | -------- | ----- | ----- | -------- | ----------- | ----- | ----- | -------- | -------- | ----------- | -------- | ----- | -------- | -------- | ----- | -------- | ----- | -------- | -------- | ------- |
| 2014     | TEX      | 1     | 0     | 0     | 0     | 0        | 0     | 0     | 0        | 0           | ----  | 3     | 1        | 0        | 0           | 0        | 0     | 0        | 1        | 0     | 0        | 0     | 0        | 0.00     | 0.00    |
| 2016     | CLE      | 2     | 0     | 0     | 0     | 0        | 0     | 0     | 0        | 0           | ----  | 13    | 3        | 4        | 1           | 0        | 0     | 0        | 0        | 0     | 0        | 4     | 4        | 12.00    | 1.33    |
| 2017     | MIN      | 6     | 0     | 0     | 0     | 0        | 0     | 0     | 0        | 0           | ----  | 22    | 5        | 7        | 1           | 0        | 0     | 0        | 0        | 0     | 0        | 4     | 4        | 7.20     | 1.40    |
| 2018     | CHC      | 1     | 0     | 0     | 0     | 0        | 0     | 0     | 0        | 0           | ----  | 6     | 1.0      | 2        | 1           | 1        | 0     | 0        | 1        | 0     | 0        | 3     | 3        | 27.00    | 3.00    |
| 2018     | MIN      | 1     | 0     | 0     | 0     | 0        | 0     | 0     | 0        | 0           | ----  | 9     | 1.0      | 6        | 2           | 0        | 0     | 0        | 1        | 0     | 0        | 5     | 5        | 45.00    | 6.00    |
| '18計    | MIN      | 2     | 0     | 0     | 0     | 0        | 0     | 0     | 0        | 0           | ----  | 15    | 2.0      | 8        | 3           | 1        | 0     | 0        | 2        | 0     | 0        | 8     | 8        | 36.00    | 4.50    |
| MLB：4年 | MLB：4年 | 11    | 0     | 0     | 0     | 0        | 0     | 0     | 0        | 0           | ----  | 53    | 11.0     | 19       | 5           | 1        | 0     | 0        | 3        | 0     | 0        | 16    | 16       | 13.09    | 1.82    |

### 背番号
- 8（2009年 - 2010年）
- 5（2011年）
- 16（2012年 - 2013年）
- 60（2014年 - 同年途中）
- 53（2014年途中 - 同年終了、2018年 - 同年7月3日）
- 38（2015年 - 2017年、2019年）
- 46（2018年9月2日 - 同年終了）